# Гічкок (Техас)
Гічкок (англ. Hitchcock) — місто (англ. city) в США, в окрузі Галвестон штату Техас. Населення — 7301 особа (2020).

## Географія
Гічкок розташований за координатами 29°16′57″ пн. ш. 95°0′27″ зх. д. / 29.28250° пн. ш. 95.00750° зх. д. (29.282620, -95.007631).  За даними Бюро перепису населення США в 2010 році місто мало площу 238,53 км², з яких 156,60 км² — суходіл та 81,94 км² — водойми.

## Демографія
Згідно з переписом 2010 року, у місті мешкала 6961 особа в 2608 домогосподарствах у складі 1839 родин. Густота населення становила 29 осіб/км².  Було 3020 помешкань (13/км²).
Расовий склад населення:
| - 58,8 % — білих - 30,8 % — чорних або афроамериканців - 0,5 % — корінних американців - 0,3 % — азіатів - 7,2 % — осіб інших рас |

До двох чи більше рас належало 2,4 %. Частка іспаномовних становила 20,3 % від усіх жителів.
За віковим діапазоном населення розподілялося таким чином: 27,2 % — особи молодші 18 років, 59,1 % — особи у віці 18—64 років, 13,7 % — особи у віці 65 років та старші. Медіана віку мешканця становила 35,5 року. На 100 осіб жіночої статі у місті припадало 91,9 чоловіків;  на 100 жінок у віці від 18 років та старших — 88,6 чоловіків також старших 18 років.
Середній дохід на одне домашнє господарство  становив 57 705 доларів США (медіана — 49 872), а середній дохід на одну сім'ю — 63 694 долари (медіана — 51 614). Медіана доходів становила 50 786 доларів для чоловіків та 39 085 доларів для жінок. За межею бідності перебувало 21,9 % осіб, у тому числі 35,6 % дітей у віці до 18 років та 10,1 % осіб у віці 65 років та старших.
Цивільне працевлаштоване населення становило 2873 особи. Основні галузі зайнятості: освіта, охорона здоров'я та соціальна допомога — 25,2 %, мистецтво, розваги та відпочинок — 10,2 %, будівництво — 10,1 %.